# Leskia similis
Leskia similis là một loài ruồi trong họ Tachinidae.